# Emile Heskey
Emile William Ivanhoe Heskey (* 11. Januar 1978 in Leicester) ist ein ehemaliger englischer Fußballspieler mit antiguanischen Wurzeln. Der Stürmer, der gleichsam als Mittelstürmer und über den (zumeist linken) Flügel eingesetzt werden konnte, feierte mit Leicester City und dem FC Liverpool seine größten Erfolge. Zwischen 1999 und 2010 schoss er in 62 A-Länderspielen sieben Tore und nahm an jeweils zwei Welt- (2002 und 2010) und Europameisterschaftsendrunden (2000 und 2004) teil. Charakteristisch für seine Spielweise war vor allem die Fähigkeit, in der Offensive den Ball vor dem Gegner zu behaupten, Freiräume zu schaffen und Mitspieler in Szene zu setzen.

## Sportlicher Werdegang

### Leicester City (1987–2000)
Der im zentralenglischen Leicester geborene Emile Heskey war ab dem Alter von neun Jahren Teil der Jugendabteilung von Leicester City; zuvor hatte er bei den Ratby Groby Juniors die ersten fußballerischen Schritte gemacht und sich hinsichtlich des Talents deutlich von den gleichaltrigen Mitspielern abgehoben. Sieben Jahre verbrachte er in diversen Nachwuchsmannschaften des Klubs, bevor er am 8. März 1995 gegen die Queens Park Rangers in der Premier League debütierte. Während der anschließenden Saison 1995/96 eroberte sich Heskey bei den „Füchsen“ einen Stammplatz, kam auf 30 Meisterschaftseinsätze, schoss nach seinem ersten Treffer gegen Norwich City (1:0) noch sechs weitere Tore und verhalf dem zwischenzeitlich in die zweite Liga abgestiegenen Klub zur Rückkehr in die oberste Spielklasse.
In der Saison 1996/97 erlangte „Bruno“, wie der muskulöse Stürmer aufgrund seiner Ähnlichkeit zum damals populären Boxer Frank Bruno genannt wurde, sprungartig die Aufmerksamkeit auf höchster nationaler Ebene und galt nach zehn Ligatoren in 35 Partien als eines der hoffnungsvollsten Talente im englischen Fußball überhaupt. Dazu gewann er als Teenager mit der von Martin O’Neill betreuten Mannschaft 1997 den Ligapokal. Dabei erzwang er zunächst mit seinem 1:1-Ausgleichstreffer im Finale gegen den FC Middlesbrough zwei Minuten vor Ende der Verlängerung ein Wiederholungsspiel, das Leicester wiederum zehn Tage später mit 1:0 gewann.
Mit den gezeigten Leistungen empfahl sich Heskey für größere Vereine und zu den Interessenten zählten Leeds United und Tottenham Hotspur. Heskey zeigte sich jedoch zunächst noch heimatverbunden und ließ eine weitere Saison 1997/98 folgen, in der er die zehn Ligatore des Vorjahres wiederholte. Der endgültige Durchbruch in Richtung eines künftigen Top-Torjägers war dies freilich nicht und als ihm in der Saison 1998/99 nur sechs Meisterschaftstreffer gelangen, mehrten sich die Vorwürfe, dass er zu wenig Tore beisteuerte. Dazu gesellte sich die Kritik, er gehe für einen kräftig gebauten Stürmer zu schnell zu Boden. Heskey stellte seine Spielweise zunehmend in den Dienst der Mannschaft und schuf mit Schnelligkeit und körperlicher Präsenz Freiräume für seine Mitspieler. Davon profitierte speziell der bereits in die Jahre gekommene Neuzugang Tony Cottee, der in den beiden Spielzeiten zwischen 1998 und 2000 an Heskeys Seite insgesamt 23 Ligatore schoss. Mit dieser Sturmformation gewann Leicester City 2000 nach einem 2:1-Finalerfolg gegen die Tranmere Rovers ein weiteres Mal den Ligapokal.

### FC Liverpool (2000–2004)
Noch vor dem Ende der Saison 1999/2000 wechselte Heskey für die Ablösesumme von elf Millionen Pfund zum FC Liverpool, was zu diesem Zeitpunkt der teuerste Transfer für den Verein an der Merseyside darstellte. Sein erstes Spiel machte er am 5. März 2000 gegen den AFC Sunderland und in den verbleibenden 13 Ligapartien schoss er drei Tore. Im Zusammenspiel mit dem knapp zwei Jahre jüngeren Michael Owen, an dessen Seite er auch zunehmend in der englischen A-Nationalmannschaft agierte, und unter der Regentschaft von Trainer Gérard Houllier zeigte sich Heskey torgefährlich, schoss 23 Pflichtspieltreffer – davon 14 in der Premier League – und gewann in seinem wohl besten Profijahr gleich drei bedeutende Titel. Dazu zählte neben einer erneuten Ligapokalausgabe und dem FA Cup vor allem nach einem spektakulären 5:4-Finalsieg gegen Deportivo Alavés der UEFA-Pokal; zu dieser Trophäensammlung gesellten sich kurz darauf noch die Erfolge im europäischen und englischen Super Cup.
Dieser sportliche Höhepunkt aus dem Jahr 2001 ließ sich in der Folgezeit nicht wiederholen und besonders nach der Saison 2002/03, als Heskey in 51 Pflichtspielen nur neun Tore schoss, mehrten sich wieder die Kritikerstimmen in Bezug auf seine schwache Torquote. Trainer Houllier sprach dem medial Gescholtenen jedoch weiter sein Vertrauen aus, zumal seine Mannschaft kurz zuvor erneut den Ligapokal gewonnen hatte. Dessen ungeachtet wiesen die Zeichen immer mehr in Richtung Abschied; dazu kam, dass sich in der Spielzeit 2003/04 der tschechische Nationalspieler Milan Baroš als hartnäckige Konkurrenz im Kampf um einen Stammplatz an der Seite von Owen erwies. Im Mai 2004 unterschrieb Heskey schließlich für insgesamt 6,25 Millionen Pfund – davon waren 3,5 Millionen Pfund sofort fällig – einen Vertrag bei Birmingham City, wo er Christophe Dugarry ersetzen sollte und zu diesem Zeitpunkt erneut der teuerste Transfer in der Vereinsgeschichte war.

### Birmingham City (2004–2006)
Die zwei Jahre, die Heskey bei den „Blues“ verbrachte, waren wechselhaft. In der Saison 2004/05 war Heskey noch einer der beständigsten Akteure in Birmingham, schoss elf Tore und gewann neben den meisten „Man-of-the-Match“-Nominierungen sowohl die vereinsinterne Auszeichnung der eigenen Anhänger als auch die seiner Mannschaftskameraden zum besten Spieler der abgelaufenen Runde.
Die sportliche Entwicklung verschlechterte sich zunehmend in der Spielzeit 2005/06. Dazu gelang es auch dem erneut unter einer Torflaute leidenden Heskey nicht, den Absturz auf die Abstiegsränge zu vermeiden und nach nur vier Treffern in 34 Ligapartien musste Birmingham City den Gang in die zweitklassige Football League Championship antreten. Aus dem Publikumsliebling der Vorsaison war nach schwachen Darbietungen ein vielfach geschmähter „Sündenbock“ geworden und nach dem Abstieg äußerte Karren Brady aus der Vereinsführung, dass die letzte 1,5-Millionen-Rate aus dem Heskey-Transfergeschäft nun nicht mehr fällig war.

### Wigan Athletic (2006–2009)
Zu Beginn der Saison 2006/07 wechselte Heskey zu Wigan Athletic. Die Ablösesumme betrug 5,5 Millionen Pfund und bei seinem zweiten Einsatz schoss er im ersten Heimspiel gegen den FC Reading den entscheidenden Treffer zum 1:0; dies war gleichzeitig seine 500. Ligabegegnung und insgesamt gelangen ihm in dieser Spielzeit acht Tore in 36 Partien. Der Klassenerhalt wurde nur knapp aufgrund der besseren Tordifferenz gegenüber Sheffield United gesichert, aber speziell beim entscheidenden 2:1-Erfolg gegen den direkten Konkurrenten am letzten Spieltag bescheinigten ihm Journalisten eine gute Leistung.
In der Spielzeit 2007/08 hatte Heskey vermehrt mit Verletzungen zu kämpfen. Dabei sorgte zunächst eine Fußverletzung im September 2007 für eine zweimonatige Auszeit und im Dezember 2007 nahm er aus einer Partie gegen die Blackburn Rovers eine Knöchelverletzung mit, die ihn einen weiteren Monat außer Gefecht setzte. Dennoch kam er auf 28 Ligaeinsätze, in denen ihm jedoch nur vier Treffer gelangen. Dazu gehörte der 1:1-Ausgleichstreffer in letzter Minute beim Titelaspiranten FC Chelsea, der dessen Meisterschaftshoffnungen endgültig zunichtemachte.
Heskey war auch zu Beginn der Saison 2008/09 weiter in der Sturmspitze von Wigan Athletic gesetzt. Er schoss Tore gegen Hull City, den FC Portsmouth und die Blackburn Rovers, bevor er in der Wintertransferperiode signalisierte, seinen auslaufenden Vertrag nicht verlängern zu wollen. Vereinsboss Dave Whelan signalisierte anschließend die Bereitschaft, Heskey bei einem angemessenen Angebot verkaufen zu wollen. Die Wahl fiel schließlich im Januar 2009 auf das von Martin O’Neill trainierte Aston Villa; die Ablösesumme betrug 3,5 Millionen Pfund und Heskey unterzeichnete einen Vertrag über 3½ Jahre.

### Aston Villa (2009–2012)
Am 27. Januar 2009 erzielte Heskey bei seinem Debüt den 1:0-Siegtreffer für Aston Villa beim FC Portsmouth. Über die Rolle des Ergänzungsspielers kam er jedoch fortan nicht mehr hinaus. Obwohl O’Neill seit seiner Zeit als Trainer von Leicester City ein Förderer von Heskey gewesen war, bevorzugte er auf den vordersten Angriffsposition häufig die treffsicheren Gabriel Agbonlahor und John Carew. Heskey kam somit während der Saison 2009/10 in 31 Premier-League-Partien gleich 16-mal erst als Einwechselspieler zum Zuge. Nach der Saison 2011/12 erhielt Heskey kein neues Vertragsangebot mehr und verließ den Klub nach 92 Premier-League-Einsätzen.

### Newcastle Jets (2012–2014)
Heskey wechselte im September 2012 nach Australien in die A-League zu den Newcastle United Jets. Sein im Jahr 2014 auslaufender Vertrag wurde nicht verlängert.

### Bolton Wanderers (2014–2016)
Nachdem Heskey zu Beginn der Saison 2014/15 vereinslos gewesen war, unterschrieb er am 24. Dezember 2014 bei den Bolton Wanderers einen bis Saisonende laufenden Vertrag.

## Englische Nationalmannschaft
Heskey war bereits in den englischen Jugendauswahlmannschaften aktiv. So gehörte er, genauso wie auch sein späterer Sturmpartner Michael Owen, zur englischen U-18-Auswahl, die bei der Europameisterschaft in Frankreich den dritten Platz belegte. Auch für die englische U-21-Auswahl absolvierte er 16 Länderspiele zwischen 1996 und 2000.
Der groß gewachsene, antrittsschnelle und sehr robust agierende Stürmer lief beim 1:1 in einem Freundschaftsspiel am 28. April 1999 gegen Ungarn in Budapest erstmals für die englische A-Nationalmannschaft auf, gab danach gegen Argentinien im Wembley-Stadion seinen Einstand von Beginn an und zeigte dabei eine gute Leistung, die ihm die Auszeichnung zum „bester Spieler“ („Man of the Match“) einbrachte. Er sicherte sich fortan einen Platz im Kader für die folgende EM 2000 in den Niederlanden und Belgien und kam während des Turniers, in dem England bereits nach der Vorrunde ausschied, zu zwei Kurzeinsätzen als Einwechselspieler. Das wohl beste Länderspiel in seiner Laufbahn bestritt er unter Sven-Göran Eriksson beim 5:1-Sieg gegen Deutschland in München, als er seine Leistung mit dem letzten Tor krönte.
Als Stammspieler fuhr Heskey zur WM 2002 nach Japan und Südkorea und dort begann er auf der linken Außenbahn gegen Schweden. Deutlich effektiver war er jedoch erst, als er in der zentralen Angriffsposition an der Seite von Michael Owen aufgestellt wurde. Er schoss im Achtelfinale gegen Dänemark ein Tor, konnte sich jedoch insgesamt nicht als dauerhafte Lösung in Englands Angriffsreihe etablieren. Trotz seiner geringen Torquote im Verein war er weiterhin ein wichtiger Teil der Nationalmannschaft und übernahm beim 2:1-Sieg gegen Serbien und Montenegro im Juni 2003 in seinem Heimatort Leicester von Michael Owen das Amt des Mannschaftskapitäns. Heskey war auch im Kader der Nationalmannschaft bei der Fußball-Europameisterschaft 2004 in Portugal, wurde bei diesem Turnier aber lediglich im Spiel gegen Frankreich eingewechselt.
Mit dem aufstrebenden Peter Crouch als Alternative im englischen Sturm schienen sich Heskeys Perspektiven zunehmend zu verschlechtern. Nur fünf Tore in 43 Länderspielen und die Tatsache, dass sich Heskey nunmehr bei einem unterdurchschnittlich agierenden Erstligaverein befand (der zum Ende der Saison 2005/06 sogar abstieg), wiesen darauf hin, dass vergleichbare englische Stürmer über Vorteile verfügten. Dennoch feierte er am 8. September 2007 im EM-Qualifikationsspiel gegen Israel in Abwesenheit des verletzten Wayne Rooney und des gesperrten Peter Crouch sein Comeback und stand auch im nächsten Spiel gegen Russland von Anfang an auf dem Platz. Bei der WM 2010 in Südafrika stand er erneut im englischen Kader, bestritt die ersten beiden Partien in der Gruppenphase von Beginn an und wurde sowohl in der letzten Vorrundenpartie als auch im Achtelfinale gegen Deutschland (1:4) in der zweiten Halbzeit eingewechselt.
Nach dem Turnier erklärte Heskey am 15. Juli 2010 im Alter von 32 Jahren seinen Rücktritt aus der englischen Nationalmannschaft, für die er in 62 Partien sieben Tore geschossen hatte.

## Titel und Erfolge
- UEFA-Pokal: 2001
- Englischer Pokal: 2001
- Englischer Ligapokal: 1997, 2000, 2001, 2003
- Europäischer Supercup: 2001
- Charity Shield: 2001